# Масич, Виктор Григорьевич
Виктор Григорьевич Масич (1917—1947) — капитан Советской Армии, участник советско-финской и Великой Отечественной войн, Герой Советского Союза (1940).

## Биография
Виктор Масич родился 15 июля 1917 года в Хабаровске. После окончания десяти классов школы работал водителем. В 1936 году Масич был призван на службу в Рабоче-крестьянскую Красную Армию. В 1939 году он окончил Качинскую военную авиационную школу пилотов.
Участвовал в боях советско-финской войны, будучи штурманом эскадрильи 68-го истребительного авиаполка 13-й армии Северо-Западного фронта. За время войны совершил 53 боевых вылета, лично сбив 4 финских самолёта.
Указом Президиума Верховного Совета СССР от 7 апреля 1940 года за «образцовое выполнение боевых заданий командования на фронте борьбы с финской белогвардейщиной и проявленные при этом отвагу и геройство» младший лейтенант Виктор Масич был удостоен высокого звания Героя Советского Союза с вручением ордена Ленина и медали «Золотая Звезда» за номером 327.
Участвовал в боях Великой Отечественной войны, сбив 8 вражеских самолётов. В 1943 году окончил Военно-воздушную академию, после чего служил лётчиком-испытателем НИИ ВВС РККА. Участвовал в испытаниях различных типов самолётов на прочность. Трагически погиб в авиакатастрофе во время испытаний самолёта «МиГ-9». Похоронен на кладбище у станции Чкаловская в черте города Щёлково Московской области.
Был также награждён орденами Отечественной войны 1-й и 2-й степеней, Красной Звезды, рядом медалей.